# Joan Serra i Llobet
Joan Serra i Llobet (Sabadell, 8 d'octubre de 1927 - Sabadell, 24 de gener de 2015) fou un waterpolista català. Va ser el primer olímpic del Club Natació Sabadell l'any 1948 i el primer porter de la selecció espanyola que no pertanyia al Club Natació Barcelona.

## Biografia
De petit, entrava d'amagat al Club Natació Sabadell, fins que el 10 de maig de 1941 el seu pare acceptà de pagar-li la quota de soci, com ho feia per al seu germà Vicenç. Va ser porter de la selecció espanyola de waterpolo en vint-i-tres ocasions. Va participar en els Jocs Olímpics de Londres, el 1948, i els de Hèlsinki, el 1952. En ambdues cites, l'equip espanyol va aconseguir la vuitena posició, però les actuacions de Joan Serra no van passar desapercebudes, i a Londres se'l va considerar el millor porter del torneig. El millor èxit internacional per a Serra va arribar el 1951, quan la selecció es va endur la medalla d'or dels primers Jocs del Mediterrani, celebrats a Alexandria. En l'àmbit estatal, va arribar al subcampionat d'Espanya amb l'equip del Club Natació Sabadell. Joan Serra va ser Millor Esportista de Sabadell l'any 1950, en la primera edició del certamen. Als 27 anys es va retirar de l'esport d'elit, tot deixant enrere una carrera esportiva que encara avui és un referent per als esportistes locals.
El 24 de juliol de 2003 es van inaugurar unes piscines que duen el seu nom, les Piscines Municipals Joan Serra, a Sabadell, quan ell encara era en vida.
Morí el 24 de gener de 2015 a Sabadell, a l'edat de vuitanta-set anys i, l'endemà, restà al tanatori Torra del mateix municipi. El funeral se celebrà el matí del 26 de gener a l'Església de Sant Fèlix de Sabadell.